# Schraubband

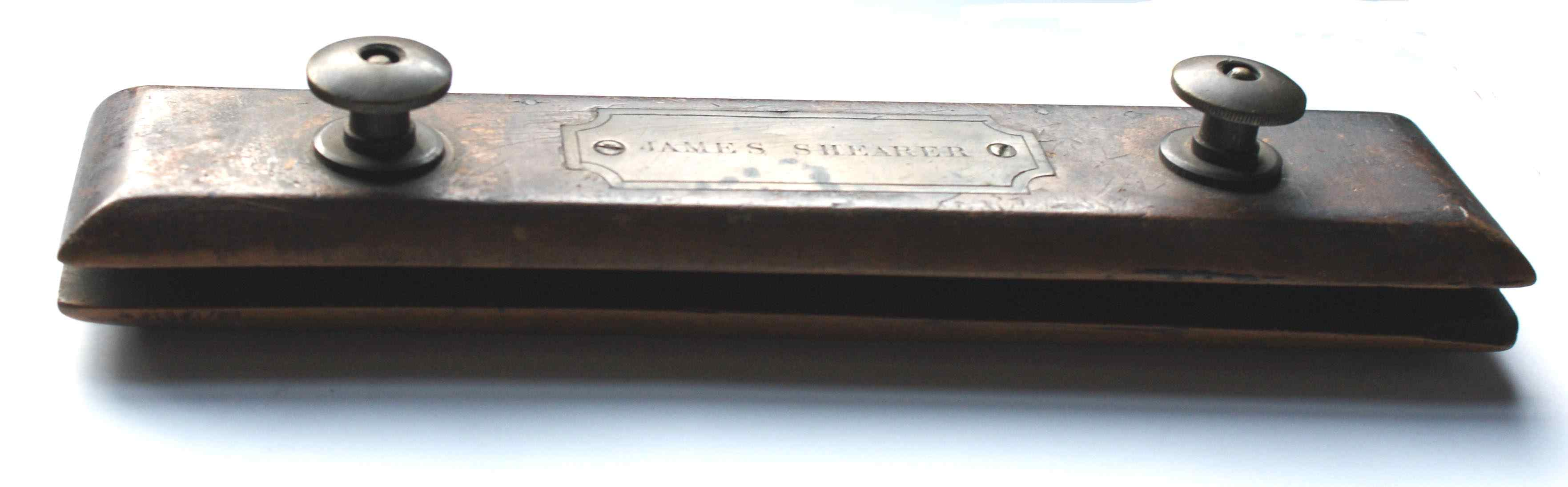
Klassische Schraubbindung, wohl um 1900

Der Schraubband ist ein spezieller Bucheinband, bei dem die Seiten durch Schrauben zwischen den Buchdeckeln gehalten werden.
Ein Schraubband besteht aus den beiden Deckeln die, wie gewöhnlich, mit einem Falz an den Rücken angeschlossen sind, allerdings liegt zwischen dem Falz und dem eigentlichen Rücken noch ein verhältnismäßig breiter Streifen der einen Bestandteil des Rückens bildet. In diesem Bereich sind die namensgebenden Buchschrauben durch entsprechende Löcher geführt und auf der Gegenseite mit einer Mutter, meist einer Hülsenmutter, gesichert.
Durch Lösen dieser Schrauben können die Seiten, bei denen es sich um Einzelblätter handelt, leicht entnommen, ersetzt oder in anderer Reihenfolge neu angeordnet werden. Dabei ist die Verbindung durch die Schrauben sehr stabil und kann (anders als etwa bei einem Aktenordner oder Klemmbinder) nicht ohne Werkzeug geöffnet werden. Außerdem können die Seiten recht dick sein und z. B. auch aus Karton bestehen, der in der klassischen Heftung mit Lagen nicht verarbeitet werden könnte. Nachteilig ist allerdings eine, durch die Länge der Schrauben bedingte, geringe Flexibilität in der Dicke: Bei Entnahme mehrerer Seiten ragen die Schrauben aus den Deckeln heraus und die Stabilität des gesamten Bandes nimmt ab. Dies kann durch die Einfügung von Leerseiten oder zumindest gelochten Kartonstreifen im Bereich des Rückens vermieden werden.
In der Vergangenheit waren Schraubbände z. B. in Museen zur Aufbewahrung von Grafik in Passepartouts gebräuchlich, da diese durch Öffnen der Schrauben leicht, z. B. für Ausstellungszwecke oder genauere Betrachtung, entnommen werden konnten. Auch als Fotoalbum oder Album für Schallplatten wurden sie verwendet.
Heute sind Schraubbände vor allem noch für Speisekarten üblich, seltener für bibliophile Luxusausgaben. Darüber hinaus finden sie Verwendung, wenn andere Materialien als Papier oder Karton in einen Einband gefasst werden – beispielsweise sind Stoff- oder Ledermuster für Polstermöbel oft vom Hersteller in Schraubbänden zusammengefasst und können dem Kunden so leicht zur Auswahl vorgelegt oder leihweise zur Verfügung gestellt werden.